# بوسهل زوزنی
محمدبن حسن زوزنی ملقب به بوسهل زوزنی از وزیران سلطان محمود و پسرش سلطان مسعود غزنوی بود.
او در زمانی که سلطان مسعود به عنوان ولی‌عهد در هرات به سرمی‌برد نزدیک‌ترین شخص به او بود. بوسهل زوزنی دارای مزاجی صفراوی بود و با زیردستانش رفتاری تند داشت. بیهقی در مورد او می نویسد:
این بوسهل مردی امامزاده و محتشم و فاضل و ادیب بود، اما شرارت و زعارتی درطبع وی مؤکد شد و بآن شرارت دلسوزی نداشت و همیشه چشم نهاده بودی، تا پادشاهی بزرگ و جبار بر چاکری خشم گرفتی و آن چاکر را لت زدی و فرو گرفتی، این مرد از کرانه بجستی و فرصتی جستی و تضریب کردی و المی بزرگ بدین چاکر رسانیدی و آنگاه لاف زدی که: فلان را من فرو گرفتم. و اگر چنین کارها کرد کیفر دید و چشید و خردمندان دانستندی که نه چنانست و سری می‌جنبانیدندی و پوشیده خنده می‌زدندی که نه چنانست اند.— تاریخ بیهقی
از سویی دیگر نزدیکی او به سلطان مسعود باعث حسادت دیگر وزرا و دبیران به او می‌شد در نتیجه آنان نسبت قرمطی بودن به وی دادند و به دستور سلطان محمود او را از هرات به غزنین آوردند و به زندان افکندند. وقتی که سلطان محمود درگذشت او نیز از زندان فرار کرد و در نزدیکی نیشابور به سلطان مسعود پیوست و به او در سرنگونی امیر محمد غزنوی برادر سلطان مسعود کمک شایانی کرد. پس از سرنگونی امیر محمد او از جمله کسانی بود که با حسنک وزیر به دشمنی پرداخت و باعث بدار آویختن او گردید. همچنین در باب کردار زشت و رفتار پست او با زیر دستان، سخنان پراکنده گفته‌اند.
ابوسهل در ادبیات نیز دستی داشت و با ادیبانی مانند ثعالبی مکاتبه می‌کرد. اشعاری به زبان عربی در مضامینی چون ذم دنیا و خمریات از او به جا مانده است. منوچهری دامغانی قصیده‌ای در مدح او سروده است که با بیت «نوروز روزگار نشاطست و ایمنی / پوشیده ابر دشت به دیبای ارمنی» آغاز می‌شود.